# Лютеранство и гомосексуальность
В настоящее время в мире существует достаточно большое количество евангелическо-лютеранских церквей, которые независимы друг от друга, поэтому в лютеранской среде нет единой точки зрения на гомосексуальность.

## Отношение консерваторов к гомосексуальности
Консерваторы буквально трактуют Библию (Лев. 18:22, Лев. 18:24, Лев. 20:13, 1Кор. 6:9—10, 1Тим. 1:9—10) и считают гомосексуальность (под которой они подразумевают лишь сексуальные отношения) грехом, который, однако может быть прощён после исповедания — как и любой другой грех.

## Отношение либералов к гомосексуальности
Либеральное течение не считает гомосексуальность грехом. В настоящее время в нескольких либеральных церквях открытые геи могут быть рукоположены́ в сан священника, начато благословение гомосексуальных союзов. При этом некоторые сторонники подобной практики (в том числе Генеральный секретарь Всемирной лютеранской федерации Ишмаэль Ноко) делают оговорку, что однополые союзы являются не браком, а партнерством, другие — настаивают именно на браке. Кроме того, лютеранские пасторы соглашаются благословлять однополые браки только после регистрации в органах гражданской власти. Это связано с традиционным для лютеран мнением об авторитете государства в мирских делах.

## Ситуация в различных церквях

### В России
Евангелическо-лютеранская Церковь Ингрии на территории России (ЕЛЦИ), стоящая в своем учении на консервативных, библейских позициях, выступает против гомосексуализма. Позиция ЕЛЦИ по этому вопросу отражена в нескольких официальных документах, включая «Декларацию о христианской семье» (2003 г.) и «Декларацию об однополых отношениях» (2015 г.).
Генеральный Синод Евангелическо-Лютеранской Церкви России Аугсбургского исповедания (ЕЛЦАИ) «однозначно осудил гомосексуализм и его проявления в Церкви».
Согласно Заявлению Епископа Евангелическо-Лютеранской Церкви Европейской части России (ELKRAS) Зигфрида Шпрингера по поводу гомосексуальных браков и отношений «данность человеческой жизни как разнополой („…мужчину и женщину сотворил их“ Быт. 1, 27) определяет брак, как жизненный союз между мужчиной и женщиной и исключает возможность обозначать или понимать как браки иные союзы», а гомосексуальная связь не может рассматриваться иначе, чем «грех и мерзости перед Господом».

### Протестантская церковь Нидерландов
Либеральное объединение лютеран и реформатов уже в 2001 году обсуждало возможность благословения гомосексуальных союзов. Подобное решение было принято в 2004 году.

### Церковь Швеции
Церковь Швеции 27 октября 2005 года приняла решение благословлять гомосексуальные союзы и создала соответствующий обряд. В ответ на это Русская православная церковь приняла решение о приостановке двусторонних отношений. С 1 ноября 2009 года вступило в силу решение Церковного Собора о регистрации однополых браков. C 8 ноября 2009 года епископом Стокгольма стала открытая лесбиянка Ева Брунне.

### Церковь Датского Народа
С 1997 года Лютеранская церковь Дании начала благословлять однополые браки (гражданская регистрация начата с 1989 года), но не проводила обряда венчания. После принятия в 2012 году закона об однополых браках Церковь начала венчать однополые браки, однако священники могут отказаться от подобных церемоний в личном порядке. В таком случае епископ будет обязан найти ему замену.

### Евангелическая церковь Германии
Евангелическая Церковь Германии в 2007 году приняла декларацию «Укрепление надежности и ответственности», в которой гомосексуальное партнёрство было одобрено. В данном объединении есть пасторы-геи, однако попытка возведения в сан епископа Шлезвигского открытого гомосексуала Хорста Горски вызвала неоднозначную реакцию среди прихожан.
В 2013 году одна из конгрегаций Церкви впервые обвенчала гомосексуальную пару.

### Евангелическо-лютеранская церковь Италии
В мае 2011 года Синод Евангельско-лютеранской Церкви Италии принял решение о благословении однополых пар. Председатель Синода Кристиан Грёбен подчеркнул, что «гомосексуалисты не выдумывают свою ориентацию, а находят её», и задача Церкви — «сопровождать людей во всех проявлениях их жизни», а благословение однополых пар «даст этим парам силу переживать их отношения этически ответственно и при поддержке Бога».

### В Канаде
Евангелически-Лютеранская церковь Канады приняла решение благословлять однополые браки и священников-геев.

### В США
Евангелическая лютеранская церковь в Америке (ЕЛЦА), в которую входит большинство лютеран США, на прошедшей в августе 2009 года церковной ассамблее приняла решение ординировать геев и лесбиянок и благословлять однополые союзы.
Помимо этого в США существует движение Extraordinary Lutheran Ministries, включающее как членов ЕЛЦА, так и сторонников независимых конгрегаций (например, First United Lutheran Church). Данное служение периодически проводит ординацию лиц гомосексуальной ориентации. Помимо этого движения существует группа Lutherans Concerned схожей направленности.
Лютеранская Церковь - Синод Миссури (вторая по величине деноминация американских лютеран) и Висконсинский евангелический лютеранский синод (третья по величине деноминация) выступает категорически против либерализации в этом вопросе.

### Церковь Норвегии
Церковь Норвегии разрешила однополые браки.

### Церковь Финляндии
Данная деноминация, имеющая официальный статус, до настоящего времени не благословляет гомосексуальные союзы, хотя по некоторым опросам две трети пасторов готовы проводить подобные церемонии.
Критические высказывания некоторых политиков и церковных деятелей привели в октябре 2010 года к грандиозному скандалу и массовым отречениям от церкви. Архиепископ Лютеранской церкви Финляндии Кари Мякинен призвал консервативные христианские организации прекратить антигеевскую кампанию и заявил, что она не была организована самой церковью.
1 марта 2017 года, после вступления в силу закона о равноправном браке, глава ЕЛЦФ на своей странице в Facebookе обратился к гомосексуалистам со словами поздравления:

Сегодня думаю в особенности о вас, кому теперь открылась возможность вступить в брак. Вы многому научили меня и показали богатство и многообразие подаренных нам Богом жизни и любви. Благодарю Бога за то, что вы есть— архиепископ Кари Мякинен
Вместе с тем, по данным сайта Eroakirkosta.fi («Покиньте Церковь»), на дни, предшествующие вступлению в силу нового закона о браке, пришёлся пик выхода верующих из церковного регистра (за три дня церковь покинуло 523 человека).

### Эстонская, Латвийская и Литовская Евангелическо-Лютеранские церкви
В 2008 г. Эстонский Совет Церквей опубликовал общую позицию его членов, согласно которой "традиция Священного Писания не может быть истолкована в смысле дозволения практики гомосексуализма. По Библии гомосексуализм есть грех, рассматриваемый отрицательно как в Ветхом, так и Новом Заветах. Согласно пониманию церковной жизни и практики, грех не может «быть превращён в норму». Данная позиция была подтверждена епископами Эстонской, Латвийской и Литовской Евангелическо-Лютеранских церквей.

#### Евангелическо-лютеранская церковь Латвии
В LELB не только не проводится «благословение однополых союзов», но даже не рукополагают пасторов-геев. Широкий резонанс получило лишение сана в 2002 году Мариса Сантса, пастора рижской церкви Христа, после того как он в интервью радиостанции «Свободная Европа» открыто объявил о своей гомосексуальности и обвинил руководство Церкви в нетерпимом отношении к геям. Принявший участие в той же программе пастор Талис Редманис заметил, что резолюция LELB определяет гомосексуальность как грех, в результате Церковь запрещает открытым геям занимать любые церковные посты. В 2005 году сана был лишён декан теологического факультета Юрис Цалитис, принявший участие в «Rigas Pride-2005».
В результате представители нетрадиционной сексуальной ориентации в Латвии в настоящее время собираются для церковных служб в англиканской церкви.

#### Эстонская евангелическо-лютеранская церковь
Данная деноминация считает гомосексуальность грехом и не благословляет гомосексуальные союзы.

#### Литовская евангелическая-лютеранская церковь
Данная деноминация считает гомосексуальность грехом и не благословляет гомосексуальные союзы.